# 28045 Johnwilkins
28045 Johnwilkins è un asteroide della fascia principale. Scoperto nel 1998, presenta un'orbita caratterizzata da un semiasse maggiore pari a 2,2861380 UA e da un'eccentricità di 0,1239201, inclinata di 6,19763° rispetto all'eclittica.